# 서산명지중학교
서산명지중학교(瑞山明智中學校)는 대한민국 충청남도 서산시 대산읍 대로리에 있는 공립 중학교이다.

## 학교 연혁
- 2000년 3월 3일 : 서산명지중학교 24학급 설립인가
- 2004년 4월 29일 : 서산명지중학교 개교
- 2023년 9월 1일 : 제10대 정세용 교장 부임
- 2023년 12월 21일 : 제18회 졸업식(35명, 누계 1,792명)
- 2025년 3월 4일 : 2025학년도 입학식(19명)

## 참고 자료
- 서산명지중학교 - 한국교육학술정보원 학교알리미